# Sevilla la Nueva
Sevilla la Nueva es un municipio y localidad española de la Comunidad de Madrid. Se encuentra en el suroeste de la comunidad autónoma, entre Navalcarnero y Brunete. Cuenta con una población de 9657 habitantes (INE 2024).

## Geografía
Pertenece a la cuenca del Guadarrama, situado a unos 38 km de la capital en dirección oeste. Su cercanía con Móstoles está favoreciendo su crecimiento. La mayor parte del municipio se corresponde con la Cuenca del Guadarrama excepto unos arroyos que pertenecen a la cuenca del Alberche a través del río Perales. Sevilla la Nueva cuenta con zonas de vegetación como la dehesa del Boyal.
Municipios que lo rodean: Villanueva de Perales, Brunete, Villaviciosa de Odón, Navalcarnero y Villamanta
Aparte del núcleo central y más poblado de Sevilla la Nueva, otros núcleos urbanos pertenecientes al municipio son las urbanizaciones de Los Cortijos al oeste y Los Manantiales y Valdelagua en el este.
| Noroeste: Villanueva de Perales | Norte: Brunete    | Noreste: Brunete           |
| Oeste: Villanueva de Perales    |                   | Este: Villaviciosa de Odón |
| Suroeste: Villamanta            | Sur: Navalcarnero | Sureste: Navalcarnero      |

## Historia
Su fundación pudo datar del siglo XII, debida a unos vecinos de Sevilleja de la Jara, en Toledo, fue integrada en el Sexmo de Casarrubios, Comunidad de Ciudad y Tierra de Segovia hasta la división provincial de 1833.
Fue en la elección del primer Concejo propio el 23 de diciembre de 1544 cuando la población gana cierta autonomía, esta elección tuvo lugar en la casa de Antón Sevillano y de sus primeros alcaldes, el propio Antón Sevillano Buzón y Pedro Serrano. Apenas creado el nuevo concejo se inició una feroz oposición contra el incipiente núcleo vecinal por parte del conde de Chinchón y de su villa de Brunete. Los pleitos y sentencias que se sucedieron, destacando especialmente una Ejecutoria de la Audiencia Real, que ampara a Segovia y Sevilla la Nueva en sus pretensiones fundacionales, se sustanciaron diez años más tarde en la segunda fundación (refundación) del concejo el 14 de abril de 1554 con señalamiento de solar para iglesia, elección de Concejo, entrega de solares para casas y donación de tierras laborables a los pobladores.
Hasta la reforma de la nomenclatura municipal de 1916 el municipio se llamaba Sevilla la Nueva ó Sevilleja. En dicha fecha su nombre fue modificado por el de Sevilla la Nueva.

## Demografía
Cuenta con una población de 9657 habitantes (INE 2024).
| Gráfica de evolución demográfica de Sevilla la Nueva entre 1842 y 2021 |
| |
| Población de derecho según los censos de población del INE Población de hecho según los censos de población del INEEn estos censos se denominaba Sevilla la Nueva o Sevilleja: 1860 y 1877 |

## Economía
La mayoría de la población se dedica al sector servicios y se desplaza fuera del municipio para trabajar, aunque hay un polígono empresarial denominado Los Perales.

## Transporte
Carretera
El acceso más directo desde la capital es por la autovía A-5 (39,8 km), tomando en Navalcarnero el desvío a la derecha para la M-600.
El acceso más corto (36,5 km), por el contrario, desde Madrid es tomando la autovia de Los Pantanos (M-501) y en Brunete la M-600 a la izquierda.
Transporte público
La empresa Arriva Madrid dispone de cinco líneas de autobús interurbanas que operan en el municipio:
| Línea | Recorrido                                                             |
| ----- | --------------------------------------------------------------------- |
| 530   | Navalcarnero - Sevilla la Nueva - Brunete - Villanueva de la Cañada   |
| 531   | Móstoles (Hospital Rey Juan Carlos) - Navalcarnero - Sevilla la Nueva |
| 531A  | Móstoles (Hospital Rey J. Carlos) - Navalcarnero - Villamantilla      |
| 532   | Madrid (Colonia Jardín) - Sevilla la Nueva                            |
| N505  | Madrid (Príncipe Pío) - Navalcarnero                                  |

## Administración y política
Los concejales que forman el ayuntamiento en el periodo 2023-2027 son 13:
- 9 del PP
- 2 del PSOE
- 1 de MM-VQ SEVILLA LA NUEVA
- 1 de VOX

El gobierno municipal está formado por el PP, superando por dos concejales la mayoría absoluta, y siendo Asensio Martínez Agraz reelegido como alcalde del municipio.

## Educación
Primer ciclo de educación Infantil
- Escuela Infantil Juana Llandres
- Casita de Niños La Pájara Pinta

Colegios públicos de educación infantil y primaria
- CEIP Antón Sevillano
- CEIP Duque de Rivas

ESO y Bachillerato
- Instituto Sevilla la Nueva

Colegio concertado de infantil, primaria, secundaria y bachillerato
- Colegio Nova Hispalis

## Cultura

### Patrimonio

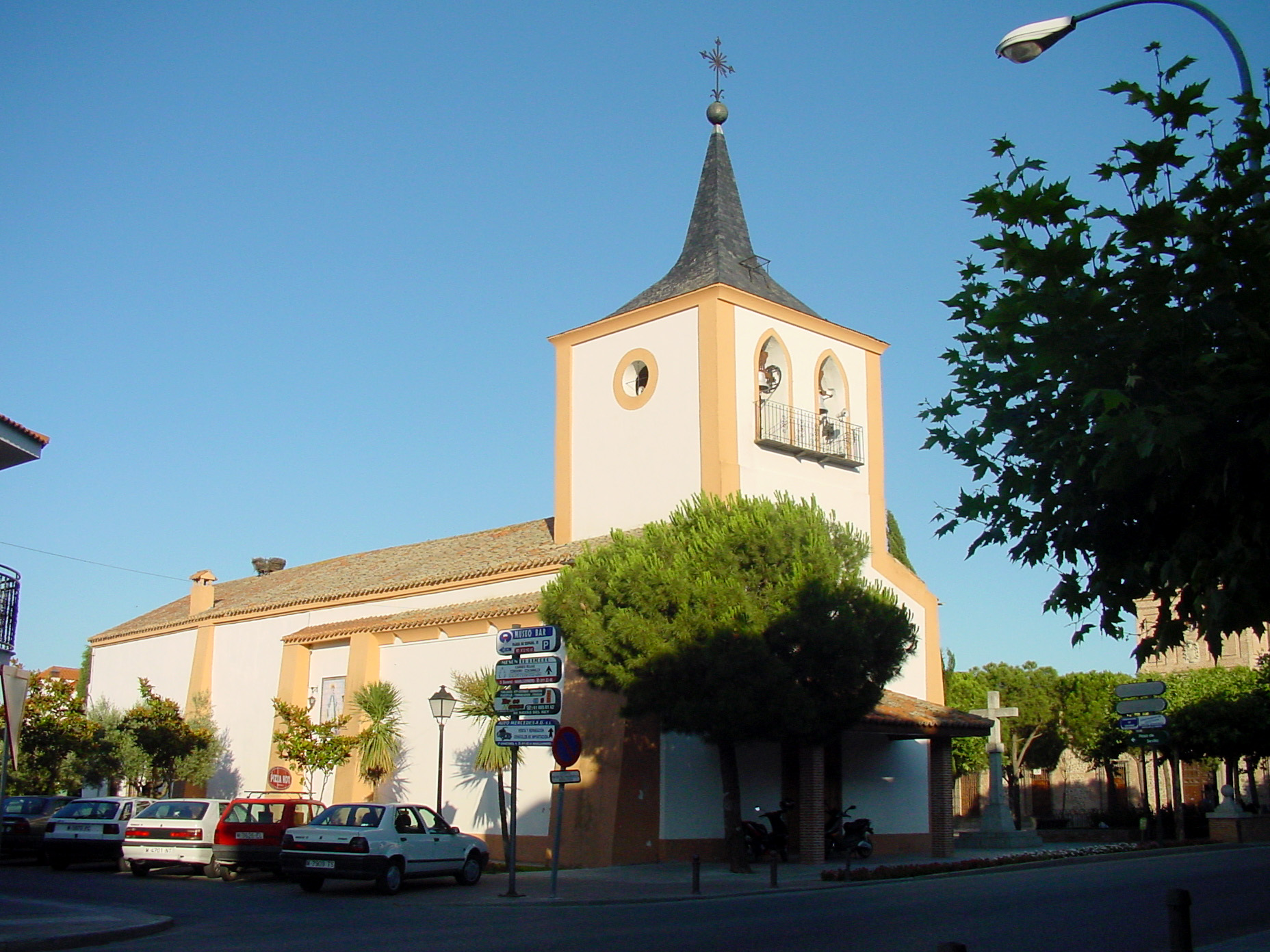
Iglesia

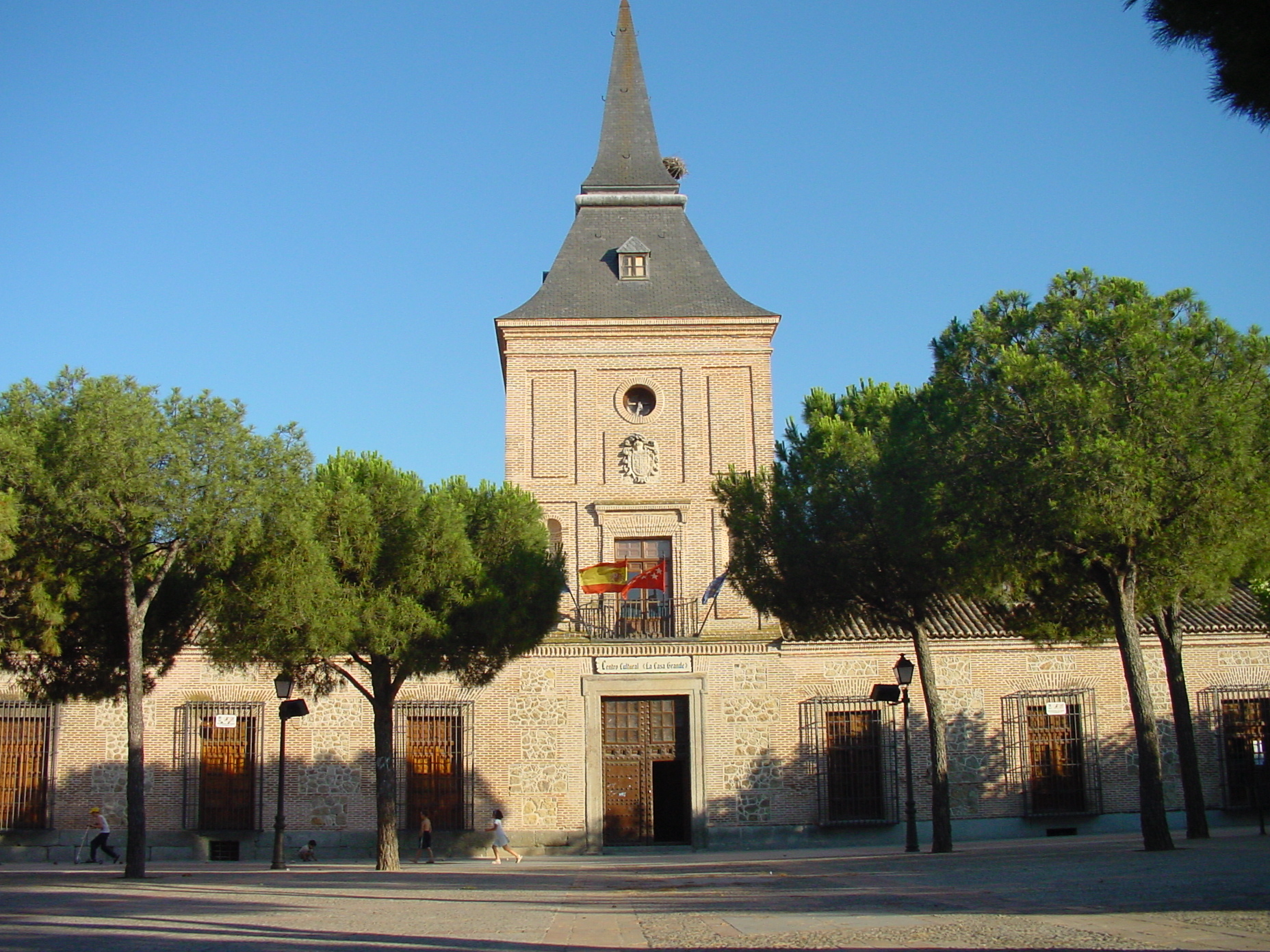
Centro Cultural La Casa Grande (Palacio de Baena)

- Palacio de Baena: del siglo XVII, de trazo herreriano, más conocido como la Casa Grande.
- Iglesia parroquial de Santiago

### Fiestas
- Carnavales: a partir de la primera quincena de febrero. Gran Desfile de Carnaval con Concurso de Comparsas y actuaciones. Entierro de la Sardina.
- Feria de Abril: último fin de semana del mes de abril. Casetas y ambiente sevillano. Actos religiosos en honor a la Virgen Blanca de Sevilla la Nueva.
- San Isidro: romería tradicional que se celebra el 15 de mayo. Se suele ir a comer a la pradera de San Isidro en la Dehesa Boyal.
- Fiestas patronales: Santísimo Cristo del Consuelo, 14 de septiembre. Bailes populares, suelta de vaquillas, conciertos y actividades religiosas y culturales.
- Santa Bárbara: primer sábado de diciembre. Tradicional hoguera nocturna.